# 3-919-241-01
3-919-241-01 é um composto do bromo sintético de formulação C24H49Br2N3O3.